# Tainai
Tainai (新発田市 -shi) é uma cidade japonesa localizada na província de Niigata.
Em 2005 a cidade tinha uma população estimada em 33 309 habitantes e uma densidade populacional de 125,61 h/km². Tem uma área total de 265,18 km².
A cidade foi criada a 1 de Setembro de 2005 em resultado da fusão de Nakajō e Kurokawa.